# HD 221745
HD 221745，又名BD-16 6314，SAO 165780、HR 8946，是一颗位於寶瓶座的恒星，视星等为5.96，位于銀經62.77，銀緯-68.6，其B1900.0坐标为赤經23h 29m 37.1s，赤緯-15° -68.6′ 47″。